# Château de Fésigny
Ne doit pas être confondu avec la maison forte de Fésigny à Cusy.
Le château de Fésigny, anciennement château de La Ruaz,, est un château situé à Veyrier-du-Lac, dans le département de la Haute-Savoie, en France.

## Localisation
Le château est situé dans le département français de la Haute-Savoie, sur la commune de Veyrier-du-Lac. Il domine le chef-lieu, en-dessous du mont Veyrier.

## Historique
Le château de La Ruaz semble avoir été édifié vers 1380. Il appartient à la branche de Viry de Rolle avant de passer à celle des Clets,. L'achat est effectué par Amédée des Clets le 14 mai 1479 au baron de Rolle, à Amédée de Viry. Cet achat comprend également les biens du baron aux Clets, à Groisy et Veyrier. Il revend ses possessions de Veyrier le 17 septembre 1479 au président de la province de Genevois, Bertrand de Dérée,.
Le comte Sébastien de Luxembourg-Martigues achète le château, sans que des traces soient accessibles pour indiquer dans quelles conditions,. Il existe cependant des tensions entre le comte et la famille de Dérée. Le château est revendu le 10 avril 1560 à Jean Vincent, seigneur de La Croix-en-Bornes, issue d'une famille de notaires d'Annecy,,. Dont la mère appartenait à la famille Dérée.
Jean Vincent de La Croix épouse Blanche Diane de Valence-Gruffy, fille de François de Valence et de Polyxène de Fésigny. Cette dernière apporte en dot la seigneurie de Fésigny. La famille noble des Vincent de Fésigny, seigneur de  La Croix-en-Bornes et de La Ruaz prend naissance avec cette union. Avec la génération suivante, deux branches cadettes naissent, les Vincent de La Croix et les Vincent de La Ruaz qui héritent du château et sont également appelés les Vincent de Fésigny. Le château reste dans cette famille jusqu'au début du XXe siècle. La dernière héritière du château le vend ainsi que les terres en 1917.
L'édifice est inscrit au titre des monuments historiques en 1993.
L'édifice est plus tard repris par la famille du Besset qui en sont actuellement les propriétaires.

## Description
Château accompagné de plusieurs petites maisons aux alentours avec un jardin de 1,5 hectare composé d'une piscine, d'un potager, d'un parking et de grandes étendues de gazon. 